# 웬디 셔먼

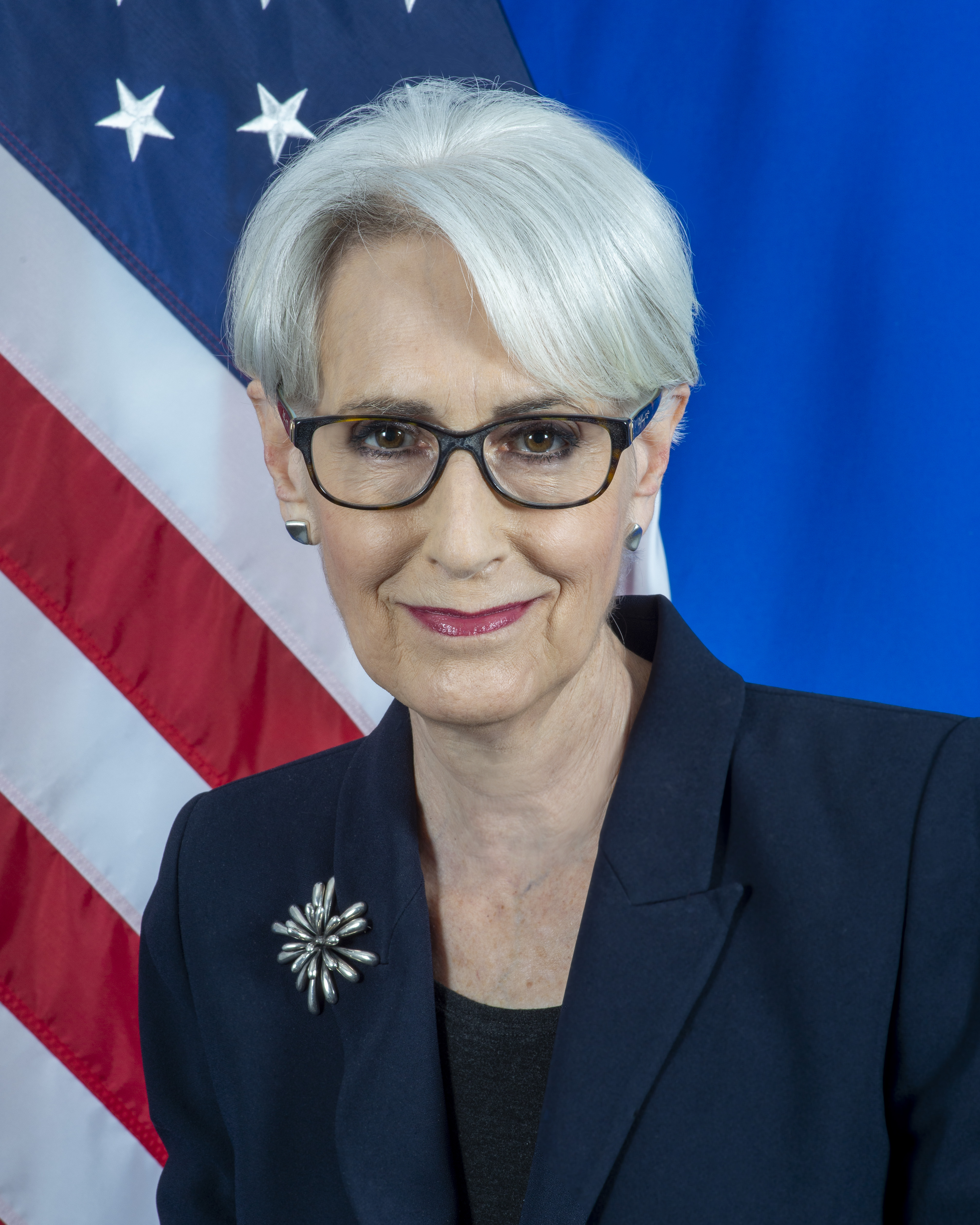
웬디 셔먼(2021년)

웬디 루스 셔먼(영어: Wendy Ruth Sherman, 1949년 6월 7일 ~ )은 2021년 4월부터 미국 국무부 부장관을 맡고 있는 미국의 외교관이다. 그녀는 하버드 케네디 스쿨의 공공 리더십 실천 교수이자 공공 리더십 센터의 소장이었고, 올브라이트 스톤브리지 그룹의 수석 상담원이었으며, 하버드 케네디 스쿨의 벨퍼 과학 및 국제 문제 센터의 선임 연구원이었다.
사회 복지사인 셔먼은 에밀리 리스트의 이사, 메릴랜드 아동 복지 사무소의 이사, 그리고 패니 메이 재단의 창립 회장을 역임했다. 클린턴 행정부 동안, 그녀는 1997년부터 2001년까지 미국 국무부의 고문으로 일했다. 그녀는 또한 빌 클린턴 대통령과 매들린 올브라이트 국무장관의 특별 조언자이자 대북 정책 조정자였다. 후자의 역할에서, 그녀는 북한의 핵무기와 탄도 미사일 프로그램과 관련된 협상에 중요한 역할을 했다.
셔먼은 2011년부터 2015년까지 힐러리 클린턴과 존 케리 국무장관 밑에서 정무 차관으로 일했다. 그녀는 미국 국무부의 4위 관리였다. 그 역할에서 셔먼은 이란 핵 협상의 수석 협상자였다. 2020년 대통령 선거에서 승리한 후, 조 바이든은 셔먼을 앤터니 블링컨 아래에서 미국 국무부 부장관으로 임명했다.

## 경력

### 북핵 핵 협상
웬디 셔먼은 빌 클린턴 행정부의 대북 정책 조정관이었다. 클린턴 행정부는 북한이 영변의 주요 원자로를 포함한 핵무기 프로그램을 동결하고 폐기하기로 합의한 1994년 합의된 프레임워크에 처음 도착했고, "클린턴 행정부 동안 북한의 비축량에 플루토늄이 1온스도 첨가되지 않았다"고 진술했다. 셔먼은 이후 2001년까지 북한 핵 협상 정책을 이끌었다. 2001년 김정일과의 수년간의 비밀 협상 이후, 북한은 사거리 300마일 이상의 미사일을 생산, 시험, 배치하지 않겠다고 약속했다. 그 제안은 북한이 미국을 공격할 수 있는 미사일을 배치하는 것을 막을 것이다. 북한은 또 미사일, 미사일 부품, 기술, 훈련 등의 판매를 중단하겠다고 밝혔다.
2001년에 셔먼은 《뉴욕 타임스》에 실린 기사에서 미국의 거래가 북한의 분쟁 중인 프로그램을 처리하고 그들이 핵 능력을 달성하는 것을 막을 수 있는 유일한 방법은 외교를 통해서라고 권고하면서 김정일이 "역사적인 약속을 할 준비가 되어 있는 것으로 보인다"고 썼다.
1999년, 제임스 베이커는 그녀의 팀의 북한과의 협상 전략을 최소한의 양보에 대해 북한 정권에 보상하는 "쾌락"이라고 비판했고, 그 결과 그들은 핵 프로그램을 막지 못할 것이라고 말했다. 2011년 존 볼턴은 웬디 셔먼이 "유유화에 지나지 않는" 대북 정책을 형성하는 데 중심적이었다고 말했다.